# Ла Стораја (Прато)
Ла Стораја је насеље у Италији у округу Прато, региону Тоскана.
Према процени из 2011. у насељу је живело 125 становника. Насеље се налази на надморској висини од 711 м.